# Верчеллоне, Пабло
Пабло Игнасио Верчеллоне (исп. Pablo Ignacio Vercellone; род. 1968) — аргентинский футболист, вратарь, тренер.

## Карьера футболиста
2 марта 1986 года дебютировал в чемпионате Аргентины в составе «Эстудиантеса» в матче 32-го тура с «Бока Хуниорс» (1:3).

## Тренерская карьера
Тренерскую карьеру начинал с юношеских команд в Аргентине. В 2006 году один из помощников Марсело Бьелсы посоветовал Диего Симеоне обратить внимание на тренера вратарей академии «Эстудиантеса» Пабло Верчеллоне. В том сезоне «студенты» стали чемпионами, а вратарь победителей Мариано Андухар пропустил все лишь 12 мячей, меньше всех в чемпионате. С тех пор, с небольшим перерывом работает в штабе Диего Симеоне тренером вратарей. В 2008 году кроме победы «Ривер Плейт» в чемпионате, голкипером Хуаном Пабло Каррисо был достигнут показатель по наименьшему количеству пропущенных мячей.
Работал в клубах «Сан-Лоренсо де Альмагро», «Расинг» из Авельянеды.
С 2012 года — тренер вратарей ФК «Атлетико Мадрид».

## Достижения

### Тренер
«Эстудиантес»
- Чемпион Аргентины: Апертура 2006

«Ривер Плейт»
- Чемпион Аргентины: Клаусура 2008

«Атлетико Мадрид»
- Чемпион Испании (2): 2013/14, 2020/21
- Обладатель Кубка Испании: 2012/13
- Обладатель Суперкубка Испании: 2014
- Победитель Лиги Европы УЕФА (2): 2011/12, 2017/18
- Обладатель Суперкубка УЕФА (2): 2012, 2018
- Финалист Лиги чемпионов УЕФА (2): 2013/14, 2015/16